# Mitt Romney
Willard Mitt Romney (Detroit, Michigan, 12 maart 1947) is een Amerikaans ondernemer en politicus van de Republikeinse Partij. Hij was de junior senator voor Utah van 2019 tot 2025. Daarvoor was hij de gouverneur van Massachusetts van 2003 tot 2007. Hij was een kandidaat in de Republikeinse voorverkiezingen voor de presidentsverkiezingen van 2008. In presidentsverkiezingen van 2012 werd Romney gekozen als de Republikeinse kandidaat en nam hij het in de algemene verkiezing op tegen zittend president Barack Obama. Romney is een van de weinige ambtsbekleders die gouverneur en senator was voor twee verschillende staten (Massachusetts en Utah). Dit geldt verder alleen voor Sam Houston en William Wyatt Bibb.

## Jeugd en opleiding
Mitt Romney is het vierde kind van Lenore en George W. Romney, een zakenman en gouverneur van Michigan in de jaren 60. Van 1969 tot 1973 was George Romney minister van Volkshuisvesting en Stedelijke Ontwikkeling onder president Richard Nixon. De Romneys zijn al generaties lang een prominente familie binnen de Kerk van Jezus Christus van de Heiligen der Laatste Dagen, voornamelijk van Engelse afkomst.
Toen Mitt Romney vijf jaar oud was, verhuisde het gezin naar Bloomfield Hills, een welvarende voorstad in Michigan. Romneys vader werd CEO van de American Motors Corporation. George W. Romney redde het bedrijf van een faillissement en werd in een paar jaar tijd nationaal beroemd als zakenman. Mitt Romney hielp zijn vader tijdens diens eerste verkiezingscampagne voor gouverneur van Michigan en liep na die geslaagde verkiezing stage bij zijn vader.
Mitt ging naar openbare lagere scholen. Op zijn twaalfde ging Romney naar Cranbrook School in Bloomfield Hills, een particuliere jongensschool. Romney was geen uitzonderlijke leerling en blonk evenmin uit in sportactiviteiten. In zijn laatste jaar op de middelbare school leerde hij Ann Davies kennen, met wie hij in 1969 zou trouwen.
Mitt Romney studeerde in 1965-1966 één jaar aan de Stanford-universiteit. In juli 1966 vertrok Romney naar Frankrijk als een mormoonse missionaris; dat was een traditie in de familie. De Fransen bleken moeilijk te bekeren en Romney raakte na enige tijd ontmoedigd. Hij bleef echter hard werken. In 1968 werd hij zoneleider in Bordeaux en uiteindelijk werd hij assistent van zijn zendingspresident in Frankrijk, de hoogst mogelijke positie voor een mormoonse zendeling. Romney ontwikkelde in die periode een sterke band met Frankrijk en spreekt tevens Frans.
Een aantal maanden na Romneys terugkeer naar de Verenigde Staten huwde hij op 21 maart 1969 Ann Davies, die toen aan de mormoonse Brigham Young-universiteit was beginnen te studeren. Romney begon daarna ook aan Brigham Young te studeren. Zowel tijdens Romneys missie in Frankrijk als in zijn studententijd participeerde hij amper in de politieke protesten die toen woedden. Romney studeerde in 1971 af met een bachelordiploma in Engelse literatuur. Ann en Mitt kregen hun eerste kind, Tagg, in 1970. Ze kregen nog vier zonen in de daaropvolgende jaren: Matt (1971), Josh (1975), Ben (1978) en Craig (1981).
Mitt Romney wilde zelf graag in het zakenleven terechtkomen, maar zijn vader, die toen minister was in het kabinet van Nixon, raadde hem aan rechten te studeren. Mitt Romney is toen aan de Harvard-universiteit een tweeledige opleiding gaan volgen, die hem een diploma in zowel de rechten als business administration opleverde. Romney studeerde in 1975 cum laude af als een van de beste studenten van zijn jaar. Romney stond aan Harvard bekend als een grote optimist en harde werker.
Romney en zijn vrouw bleven in Massachusetts en kwamen in het stadje Belmont wonen met hun kinderen.

## Ondernemerschap
Na zijn opleiding ging Romney aan de slag bij het adviesbureau Boston Consulting Group, waar hij snel opklom. In 1977 werd hij aangenomen door een ander consultancybureau, Bain & Company. In 1978 werd hij een ondervoorzitter van Bain & Company en in enkele jaren tijd stond hij bekend als een van de beste adviseurs in het bedrijf. In 1984 richtten Romney en enkele partners uit Bain & Company een private-equitybedrijf op, Bain Capital genaamd. Het eerste grote succes van Bain Capital was de investering in het startende bedrijf Staples Inc. in 1986. In 1990 vroeg het verlieslijdende Bain & Company of Romney wilde terugkeren en als CEO aan de slag wilde gaan. In januari 1991 kreeg hij de baan en slaagde erin het bedrijf opnieuw winstgevend te maken. Romney keerde terug naar Bain Capital in december 1992. Het jaar daarna begon Romney zijn kandidatuur voor een plaats in de Senaat. In 1999 verliet Romney zijn bedrijf om aan de slag te gaan als bestuursvoorzitter verantwoordelijk voor de organisatie van de Olympische Winterspelen 2002 in Salt Lake City.
Romney was tegelijkertijd geëngageerd binnen de lokale mormoonse gemeenschap. In de vroege jaren '80 was Romney het kerkelijke en administratieve hoofd van de plaatselijke kerkafdeling in Belmont (Massachusetts).

## Senaatsverkiezing 1994
In 1994 deed Mitt Romney een mislukte poging om senator Ted Kennedy te verslaan.

## Olympische Winterspelen 2002
In 1995 en 1998 overleden respectievelijk Romneys vader en moeder. Zijn vrouw werd in dat laatste jaar gediagnosticeerd met multiple sclerose. Het koppel verhuisde om gezondheidsredenen tijdelijk naar hun vakantiewoning in Park City (Utah). Toen Romney daar het aanbod kreeg het leiderschap over de Winterspelen in Salt Lake City over te nemen, deed hij dat. Hij werd in februari 1999 officieel aangesteld als CEO van het organisatiecomité. De spelen werden geteisterd door financiële problemen en er waren bovendien allerlei beschuldigingen van omkoperij. Mitt Romney slaagde erin om de spelen een nieuw elan te geven. Hij haalde nieuwe sponsoren binnen, zamelde geld in en herschikte het bestuur. Romney werd het publieke gezicht van de Olympische Winterspelen; die dominante rol bezorgde hem ook enige kritiek. Uiteindelijk werd Romney toch vooral geprezen voor de manier waarop hij de spelen uit de nood hielp. Zijn naam werd meermaals genoemd als een mogelijk politicus in Massachusetts of Utah of in de nationale regering van George W. Bush.

## Gouverneur van Massachusetts
In 2002 deed Mitt Romney mee aan de gouverneursverkiezingen in Massachusetts. Door aanhangers werd Romney geprezen om zijn zakelijk talent en de manier waarop hij de Olympische Winterspelen in goede banen had geleid. In november van dat jaar werd Romney met 50% van de stemmen verkozen. Zijn Democratische tegenstander, Shannon O'Brien, had 45% van de kiezers weten te overtuigen.
Op 2 januari 2003 legde Romney de eed als gouverneur af. Als gouverneur zorgde hij voor een positieve begroting door allerhande besparingen, maar ook door prijzen op te trekken, bijvoorbeeld voor rijbewijzen. Romney loste bovendien verschillende achterpoortjes in de belastingen voor bedrijven op, wat de staat zo'n 180 miljoen dollar opleverde in de daaropvolgende twee jaar. Als een gevolg van de besparingen en prijsverhogingen nam de totale belastingdruk toe in Massachusetts, maar hij bleef wel onder het nationale gemiddelde.
Romney was een groot voorstander van de invoering van nagenoeg universele ziektekostenverzekering in zijn staat. Romney verzamelde consulten van verschillende politieke achtergronden en begon aan een innovatief plan te werken, dat de steun van de Democraat Ted Kennedy kreeg, die van gezondheidszorg zijn levenswerk maakte. Op 12 april 2006 ondertekende Romney de resulterende wet voor de hervorming van de gezondheidszorg. Die nieuwe wet vereist onder andere dat nagenoeg alle inwoners van Massachusetts een ziekteverzekering aanschaffen. Over of het resultaat nu progressief of conservatief is, zei Romney: "Het is liberal in die zin dat we onze burgers ziekteverzekering geven. Het is conservatief omdat het geen overname van de overheid is." Romneys hervorming van de gezondheidszorg was de eerste in zijn soort in de Verenigde Staten en werd gezien als een van Romneys grootste verwezenlijkingen.
Aan het begin van zijn gouverneurschap was Romney tegen het homohuwelijk en geregistreerde partnerschappen voor partners van hetzelfde geslacht. Hij was wel voor tolerantie. Ten gevolge van een rechtszaak voor het Massachusetts Supreme Court in november 2003, die het verbod op het homohuwelijk ongrondwettelijk bevond, was Romney voorstander van het toelaten van geregistreerde partnerschappen, maar niet het huwelijk. Op 11 februari 2004 keurde een grondwettelijke commissie een gelijkaardig compromis goed, maar de legislatuur legde het niet binnen de vooropgestelde termijn vast. Op 18 mei 2004, op het einde van de termijn, gaf gouverneur Romney de toestemming om homohuwelijken te registreren. Romney was zelf echter tegen het gemaakte compromis en verzette zich later tegen het homohuwelijk.
In 2005 veranderde Romney zijn houding tegenover abortus. Terwijl hij tijdens zijn campagne in 2002 nog pro-choice was, werd hij nu pro-life.

## Presidentsverkiezingen 2008
Op 3 januari 2007 richtte hij een verkennend comité op om zich te richten op de Amerikaanse presidentsverkiezingen van 2008. Op 13 februari stelde hij zich officieel kandidaat in Michigan, waar zijn vader gouverneur was van 1963 tot 1969.
Op 3 januari 2008 werd hij tweede in de caucus van Iowa achter Mike Huckabee. Zijn overwinning op 5 januari in Wyoming werd door de meeste media genegeerd. Op 8 januari werd hij weer tweede in de primary van New Hampshire achter John McCain. Op 15 januari won hij eindelijk een primary, die van Michigan, de staat waar hij geboren is. Op 19 januari won hij de caucus van Nevada, maar hij eindigde slechts als vierde in de feller bestreden voorverkiezing in South Carolina. Ook op 29 januari in Florida moest hij John McCain voor laten gaan.
Na teleurstellende resultaten op Super Tuesday, waar Huckabee verrassend vijf zuidelijke staten won en McCain de meeste en de grootste staten pakte, maakte Romney op donderdag 7 februari bekend zijn campagne te staken.

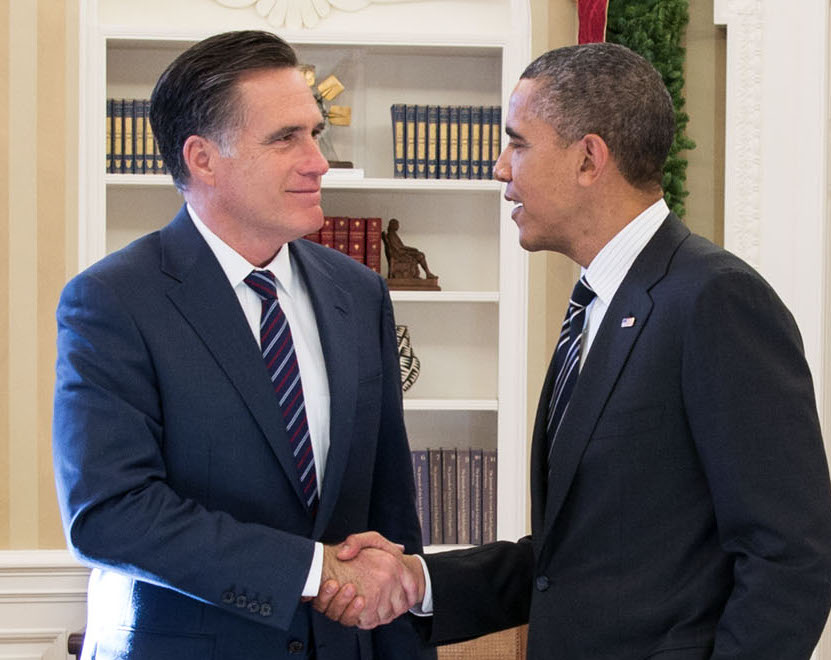
Mitt Romney en president Barack Obama tijdens een bezoek aan de Oval Office op 29 november 2012.

## Presidentsverkiezingen 2012
Op 11 maart 2011 kondigde Romney in een videoboodschap aan dat hij een verkennend comité gevormd had om een mogelijke kandidatuur in de presidentsverkiezingen van 2012 te onderzoeken. Op 2 juni 2011 kondigde Romney officieel aan zich opnieuw kandidaat te stellen voor de Amerikaanse presidentsverkiezingen van 2012. Romney werd al snel als een van de mogelijke kopmannen in de Republikeinse voorverkiezingen gezien. Dat hij enkele jaren eerder, als gouverneur van Massachusetts, een hervorming in de gezondheidszorg van zijn staat had doorgevoerd, werd als een mogelijk struikelblok gezien.
Romney nam de leiding op het vlak van fundraising, het inzamelen van financiële steun voor zijn kandidatuur en campagne. Romneys campagne begon verder nogal onopvallend. Hoewel hij in opiniepeilingen steeds relatief goed en altijd heel stabiel scoorde, groeide Romney niet uit tot de grote kopman van de Republikeinen. In het najaar van 2011 werden tegenstanders Rick Perry, vervolgens Herman Cain, daarna Newt Gingrich en uiteindelijk Rick Santorum tot sterkste kandidaat bevonden. Op 3 januari 2012 verloor Romney de eerste Republikeinse voorverkiezing, de caucus van Iowa, met slechts 34 stemmen verschil van Rick Santorum. Vervolgens won hij ruim in de staat New Hampshire en in South Carolina werd hij tweede achter Newt Gingrich. In Florida won hij met 46%.
Nadat zijn grootste uitdagers, Santorum en Gingrich, afhaakten uit de verkiezingsrace streed hij enkel nog tegen Ron Paul om de Republikeinse nominatie.
In zijn eigen geboortestaat Michigan was zijn populariteit flink afgenomen sinds hij in 2008 in de New York Times had gepleit tegen federale overheidssteun aan General Motors, en zelfs voor een faillissement van het autoconcern. De arbeiders daar en in andere staten stemden daarom massaal voor de zittende president Obama. 
Op 11 augustus 2012 kondigde Romney zijn running mate voor het vicepresidentschap aan: afgevaardigde Paul Ryan uit Wisconsin.  Het paar haalde 47,2% van de stemmen en 206 kiesmannen, en deed het daarmee beter dan John McCain en Sarah Palin vier jaar eerder, maar niet goed genoeg om gekozen te worden.

## Terugkeer naar bedrijfsleven
Na de verkiezingen keerde Romney terug naar het bedrijfsleven.

## Senaat
Op 6 november 2018 werd Romney gekozen tot senator voor Utah als opvolger van mede-Republikein Orrin Hatch. Hij werd beëdigd op 3 januari 2019. In het impeachmentproces tegen president Trump was Romney op 5 februari 2020 de enige Republikeinse senator die voor de afzetting van Trump stemde wegens misbruik van machtspositie voor persoonlijke doeleinden. Romney was hiermee de eerste senator in de Amerikaanse geschiedenis die voor afzetting van een president van zijn eigen partij stemde.
- Bibsys: 9075491
- Bibliothèque nationale de France: cb16576373s (data)
- Gemeinsame Normdatei: 173761410
- International Standard Name Identifier: 0000 0003 6760 0185
- Library of Congress Control Number: nr95017857
- MusicBrainz: 665378bc-caf8-410a-a315-e957fd034d1b
- Nationale Bibliotheek van Tsjechië: ola2012714135
- Nationale Bibliotheek van Israël: 987007326424505171
- Nationale Bibliotheek van Polen: a0000002655486
- SNAC: w6c82swx
- Système universitaire de documentation: 159496721
- Biographical Directory of the United States Congress: R000615
- Virtual International Authority File: 231888783
- WorldCat: E39PBJdrJGkJYyx3Xv8vQY3PcP

Alabama: Tuberville (R) · Britt (R)
Alaska: Murkowski (R) · Sullivan (R)
Arizona: Kelly (D) · Gallego (D)
Arkansas: Boozman (R) · Cotton (R)
Californië: Padilla (D) · Schiff (D)
Colorado: Bennet (D) · Hickenlooper (D)
Connecticut: Blumenthal (D) · Murphy (D)
Delaware: Coons (D) · Blunt Rochester (D)
Florida: R. Scott (R) · Moody (R)
Georgia: Ossoff (D) · Warnock (D)
Hawaï: Schatz (D) · Hirono (D)
Idaho: Crapo (R) · Risch (R)
Illinois: Durbin (D) · Duckworth (D)
Indiana: Young (R) · Banks (R)
Iowa: Grassley (R) · Ernst (R)
Kansas: Moran (R) · Marshall (R)
Kentucky: McConnell (R) · Paul (R)
Louisiana: Cassidy (R) · Kennedy (R)
Maine: Collins (R) · King (O)
Maryland: Van Hollen (D) · Alsobrooks (D)
Massachusetts: Warren (D) · Markey (D)
Michigan: Peters (D) · Slotkin (D)
Minnesota: Klobuchar (D) · Smith (D)
Mississippi: Wicker (R) · Hyde-Smith (R)
Missouri: Hawley (R) · Schmitt (R)
Montana: Daines (R) · Sheehy (R)
Nebraska: Fischer (R) · Ricketts (R)
Nevada: Cortez Masto (D) · Rosen (D)
New Hampshire: Shaheen (D) · Hassan (D)
New Jersey: Booker (D) · Kim (D)
New Mexico: Heinrich (D) · Luján (D)
New York: Schumer (D) · Gillibrand (D)
North Carolina: Tillis (R) · Budd (R)
North Dakota: Hoeven (R) · Cramer (R)
Ohio: Moreno (R) · Husted (R)
Oklahoma: Lankford (R) · Mullin (R)
Oregon: Wyden (D) · Merkley (D)
Pennsylvania: Fetterman (D) · McCormick (R)
Rhode Island: Reed (D) · Whitehouse (D)
South Carolina: Graham (R) · T. Scott (R)
South Dakota: Thune (R) · Rounds (R)
Tennessee: Blackburn (R) · Hagerty (R)
Texas: Cornyn (R) · Cruz (R)
Utah: Lee (R) · Curtis (R)
Vermont: Sanders (O) · Welch (D)
Virginia: Warner (D) · Kaine (D)
Washington: Murray (D) · Cantwell (D)
West Virginia: Moore Capito (R) · Justice (R)
Wisconsin: Johnson (R) · Baldwin (D)
Wyoming: Barrasso (R) · Lummis (R)
(D): Democraat · (R): Republikein · (O): Onafhankelijk